# کودوکاوا کاروکی
کودوکاوا کاروکی (به ژاپنی: 角川 春樹 Kadokawa Haruki)؛ (تولد ۸ ژانویه، ۱۹۴۲) یک ناشر ناشر، تهیه‌کننده، کارگردان فیلم و فیلم‌نامه‌نویس ژاپنی و از اهالی توکیو است.